# Verbesina trichantha
Verbesina trichantha là một loài thực vật có hoa trong họ Cúc. Loài này được (Kuntze) S.F.Blake miêu tả khoa học đầu tiên năm 1925.